# Gil Cates
Gilbert Cates (Gil Cates, 6. června 1934, New York City, USA – 31. října 2011, Los Angeles) byl americký producent a režisér, známý především produkcí závěrečných ceremoniálů udělování cen Oscar.
Je strýcem herečky Phoebe Cates.